# Hatf 7
Le Hatf 7 surnommé Babur ((fr) : Vengeance, et nom du fondateur de l'Empire moghol) est un missile de croisière pakistanais à capacité nucléaire en cours de développement.

## Conception
La conception de ce missile a probablement débuté dans les années 1990 en réponse au programme de développement de missiles de croisière indiens et à la nécessité de diversifier les vecteurs de son armement nucléaire. En août 1998, deux missiles de croisière américains Tomahawk sont retrouvés quasiment intacts dans le sud du Pakistan, tirés lors de l'opération Infinite Reach, et ont probablement subi une rétro-ingénierie fournissant ainsi d'importantes informations pour le programme Hatf 7.
Un rapport signala le premier vol d'un missile de croisière nouvelle génération en août 2004, cependant la première confirmation officielle eut lieu en août 2005. Ce premier lancement fut effectué à partir d'une plate-forme basée au sol et avait une portée d'environ 500 km.
De nouvelles versions pouvant être tirées à partir de vecteurs aériens, maritimes ou sous-marins sont encore en développement et posséderaient une portée de 450 à 1 000 km.
Les forces armées pakistanaises posséderaient, en 2008, un régiment de missiles Hatf 7 doté de 18 lanceurs mobiles équipés chacun de quatre missiles ainsi que des véhicules de commandement et de contrôle et de rechargement. Il est également prévu d'équiper les frégates F-22P commandées à la Chine en août 2004, de huit missiles chacune.
La marine pakistanaise a créé un Commandement de la force navale stratégique en inaugurant, le 19 mai 2012, des locaux de ce nouvel état-major chargé des armes nucléaires de la marine. Cette annonce confirme l’existence d’une version sous-marine de ce missile de croisière capable d'être emportée par les 5 sous-marins de classe Agosta dont elle dispose. Le premier tir d'essai de cette version depuis un d'entre eux a lieu le 9 janvier 2017, la portée serait de 450 km.

## Sources
- « Hatf 7 (Babur) (Pakistan), Offensive weapons », Jane's Strategic Weapon Systems, 2 septembre 2008 (consulté le 19 octobre 2008)
- « Hatf 7 », Missilethreat.com (consulté le 19 octobre 2008)